# FK 로브첸

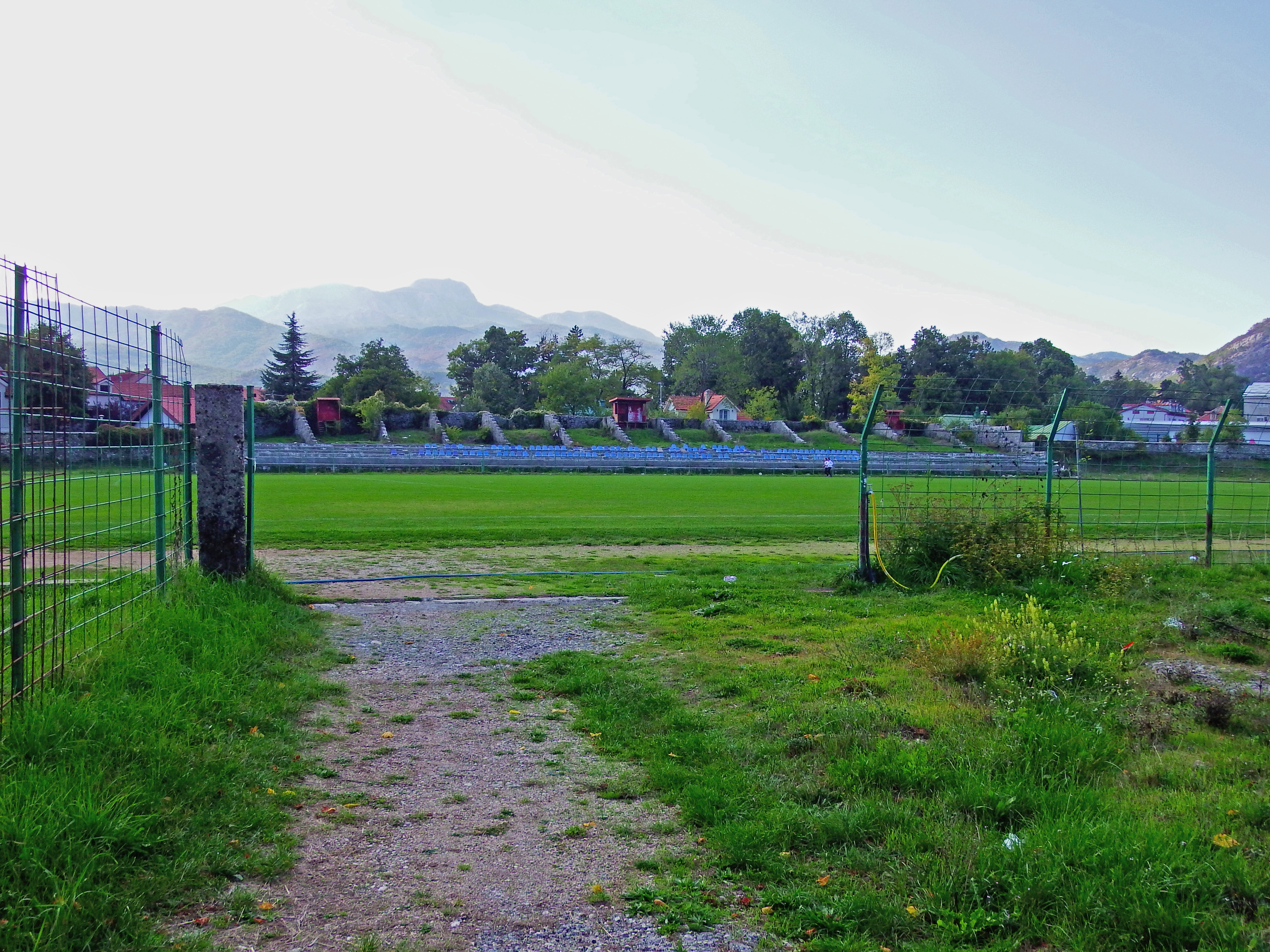

FK 로브첸(FK Lovćen)은 체티네를 연고로 하는 몬테네그로의 축구 클럽이다. 현재는 몬테네그로 1부 리그에 참가하고 있다.

## 선수 명단

### 역대
- 마르코 주로비치(2014 ~ 2015, 2016 ~ 2017, 2018 ~ 2019)
- 블라조 이구마노비치(2018 ~ 2019)
- 이반 부코비치(2016 ~ 2017)
- 도요시마 유사쿠(2014 ~ 2015)

## 같이 보기
- 체티네
- 몬테네그로 1부 리그